# La verginella
La verginella è un film italiano del 1975 diretto da Mario Sequi, ultima regia che firmerà con lo pseudonimo Anthony Whiles.

## Trama
Una ragazza del liceo viene attirata nel giro della prostituzione da un fotografo di moda.